# مانويل راجا
مانويل راجا (بالإسبانية: Manuel Raga) مواليد 15 مارس 1944 في ولاية تاماوليباس، المكسيك، هو لاعب كرة سلة مكسيكي معتزل. مثّل منتخب بلاده. شارك في دورة الألعاب الأولمبية الصيفية سنة 1964. حقق المركز الثاني في دورة الألعاب الأمريكية 1967. دخل قاعة مشاهير الاتحاد الدولي لكرة السلة.

## الإنجازات
- الدوري الأوروبي لكرة السلة (3): 1969–70، 1971–72، 1972–73
- الدوري السويسري لكرة السلة (3): 1974–75، 1975–76، 1976–77

## روابط خارجية
- مانويل راجا على موقع الاتحاد الدولي لكرة السلة (الإنجليزية)
- مانويل راجا على موقع سبورتس رفرنس (الإنجليزية)
- مانويل راجا على موقع ريلجم (الإنجليزية)
- مانويل راجا على موقع سبورتس رفرنس (الإنجليزية)
- مانويل راجا على موقع أوليمبيديا (الإنجليزية)